# Butão nos Jogos Olímpicos de Verão de 2008
O Butão competiu nos Jogos Olímpicos de Verão de 2008, em Pequim, na China.

## Desempenho

### Tiro com arco
| Atleta       | Prova                | Rodada de classificação | Rodada de classificação | Ronda dos 64                 | Ronda dos 32           | Ronda dos 16           | Quartos-finais         | Semifinais             | Final                  | Final       |
| Atleta       | Prova                | Pontuação               | Pos.                    | Adversário e resultado       | Adversário e resultado | Adversário e resultado | Adversário e resultado | Adversário e resultado | Adversário e resultado | Pos.        |
| ------------ | -------------------- | ----------------------- | ----------------------- | ---------------------------- | ---------------------- | ---------------------- | ---------------------- | ---------------------- | ---------------------- | ----------- |
| Tashi Peljor | Individual masculino | 632                     | 54                      | TPE W. Pang D 100 - 110      | Não avançou            | Não avançou            | Não avançou            | Não avançou            | Não avançou            | Não avançou |
| Dorji Dema   | Individual feminino  | 567                     | 61                      | GEO K. Narimanidze D 107-109 | Não avançou            | Não avançou            | Não avançou            | Não avançou            | Não avançou            | Não avançou |